# Notocerastes
a
Notocerastes is een geslacht van kevers uit de familie somberkevers (Zopheridae).

## Soorten
Deze lijst is mogelijk niet compleet.
- N. blackburni
- N. tricornis